# Felipe Trigo
Pour les articles homonymes, voir Trigo (homonymie).
Felipe Trigo, né le 13 février 1864 à Villanueva de la Serena (Badajoz, Espagne) et mort le 2 septembre 1916  à Madrid, est un écrivain espagnol, qui exerça comme médecin militaire en milieu rural. 

## Biographie
Il étudia la médecine à Madrid et exerça dans divers villages de l'Estrémadure. Plus tard, alors membre du Corps Militaire de Santé, il fut envoyé aux Philippines où il faillit mourir. Il fut rapatrié avec le grade de Lieutenant-colonel.
En 1900, il abandonne la médecine pour s'adonner à la littérature. Bien que l'érotisme soit le sujet principal de ses œuvres, il dénonçait et critiquait l'analphabétisme et le caciquisme des paysans espagnols, tout particulièrement dans l'Estrémadure de son époque.   
En 1903 son livre La sed de amar relate le premier mariage homosexuel en Espagne entre deux femmes.   
Felipe Trigo se suicide en 1916 pour des raisons inconnues.

## Œuvre
- Las ingenuas (1901)
- La sed de amar (1903)
- Alma en los labios (1905)
- La Altísima (1907)
- La bruta (1908)
- Sor Demonio (1909)
- En la carrera (1909)
- Cuentos ingenuos (1909)
- Las posadas del amor (1909)
- Además del frac (1910)
- Así paga el diablo (1911)
- El papá de las bellezas (1913)
- A prueba